# Jože Žagar (slikar)
Jože Žagar, slovenski učitelj in slikar, * 15. december 1884, Celje, † 13. oktober 1957, Maribor.

## Življenje in delo
Rodil se je očetu hišnemu posestniku Mihaelu in materi Antoniji (rojena Mernik). Žagar je leta 1904 končal učiteljišče v  Mariboru in bil do 1914 učitelj na deški osnovni šoli v Celju, vmes je od 1909–1913 študiral na šoli za uporabno umetnost in industrijo na Dunaju in hkrati obiskoval risarski tečaj. V letih 1914–1918 je bil vojak. Od 1918–1925 je učil risanje v Mariboru: na meščanski, od 1920 na realki in od 1922 na klasični gimnaziji; od 1925 na meščanski šoli v Ljutomeru. Po osvoboditvi 1945 se je vrnil v Maribor in se posvetil samo slikarstvu. Bil je član Umetniškega kluba Grohar, katerega soustanovitelj je bil leta 1919.
Iz zgodnejšega Žagarjevega ustvarjalnega obdobja (do 1925) je ohranjenih malo slik. Številnejša so dela iz drugega obdobja (po 1945), ko je dosegel ustvarjalni vrh. Razstavljal je s klubom Grohar v Mariboru 1918–1922, 1924–1925. Posmrtna pregledna razstava je bila 1957 v Mariboru.